# Реут, Анатолий Антонович
Анато́лий Анто́нович Ре́ут (30 октября 1928, Борисов., Белорусская ССР — 11 апреля 2001, Москва, Российская Федерация) — советский государственный деятель, Первый заместитель председателя Госплана СССР — Министр СССР (1985—89).

## Биография
В 1952 г окончил Белорусский политехнический институт.
- 1952—58 гг. — старший мастер Минского приборостроительного завода имени В. И. Ленина; затем главный инженер МТС в Слуцком районе Минской области, старший инженер Минского областного управления сельского хозяйства.
- 1958—62 гг. — на Минском заводе счетных машин имени Г. К. Орджоникидзе: старший мастер, начальник цеха, главный технолог, заместитель директора.
- 1962—66 гг. — начальник отдела Госплана Белорусской ССР.
- 1966—70 гг. — директор Минского приборостроительного завода.
- 1970—74 гг. — директор Минского завода электронных вычислительных машин.
- 1974—75 гг. — второй секретарь Минского горкома КП Белоруссии.
- 1975—83 гг. — Первый заместитель Министра радиопромышленности СССР.
- 1983—85 гг. — Первый заместитель Председателя Совета Министров БССР, председатель Госплана БССР.
- 1985—89 гг. — Первый заместитель председателя Госплана СССР — Министр СССР.

Член КПСС в 1955-91 гг. Член ЦК КПСС в 1986—90 гг.
С июля 1989 г. — персональный пенсионер союзного значения.
Похоронен на Троекуровском кладбище.

## Награды и звания
Награждён орденом Ленина, орденом Октябрьской Революции, орденом Трудового Красного Знамени. Лауреат Государственной премии СССР.